# 小行星6408
小行星6408（英語：6408 Saijo）是一颗围绕太阳公转的小行星。1992年10月28日，圓舘金、渡邊和郎在北见发现了此天体。
这颗小行星的绝对星等为95.53319等。